# Proof of Stake
Proof of Stake (deutsch etwa „Anspruchsnachweis“ oder „Anteilsnachweis“; oft abgekürzt als PoS) bezeichnet ein Verfahren, mit dem ein Blockchain-Netzwerk einen Konsens darüber erzielt, welcher Teilnehmer den nächsten Block erzeugen darf. Dabei wird eine gewichtete Zufallsauswahl eingesetzt, wobei die Gewichte der einzelnen Teilnehmer aus Teilnahmedauer und/oder Vermögen (dem „Stake“) ermittelt werden.
Man erhält Tokens, zum Beispiel stETH, sozusagen als Quittung für das gestakte Geld.
Zu den Blockchainnetzwerken mit der größten Marktkapitalisierung ihrer jeweiligen Coins, welche auf Basis des PoS-Konsenmechanismus funktionieren, gehören mit Stand Mai 2025 Ethereum, Solana, Cardano, Toncoin und Algorand.

## Funktionsweise
Blockchains benötigen einen internen Mechanismus, der festlegt und prüft, welcher Teilnehmer in der Lage ist bzw. die „Erlaubnis“ hat, neue Blöcke zu erzeugen und der Blockchain hinzuzufügen. Dieser Mechanismus ist elementar für die Integrität und Sicherheit der betreffenden Blockchain.
Einige Blockchains, wie z. B. der Bitcoin, verwenden ein Proof-of-Work-Modell: Die Sicherheit wird hier über enorme Mengen benötigter Rechenleistung gewährleistet (dies führt zum enorm zeit- und energieintensiven Prozess des Mining). Zumindest in der Theorie besteht die Gefahr, dass ein Teilnehmer das Netzwerk allein durch Betrieb der Mehrheit der Rechenleistung komplett übernehmen könnte („51-%-Angriff“).
Im Gegensatz dazu wird beim Proof of Stake-Modell die Sicherheit über den Besitz von Blöcken (und nicht über Rechenleistung) garantiert. Nutzer (Validatoren) hinterlegen Blöcke, die sie besitzen (das nennt man Staking). Basierend auf der Anzahl der hinterlegten Blöcke, wird dann ein zufälliger Nutzer ausgewählt, um neue Blöcke der Blockchain hinzuzufügen:

„Bei Proof of Stake gibt es anstelle von Minern sogenannte Validatoren. Diese hinterlegen, vereinfacht gesagt, einen Teil ihrer Coins als Sicherheit, um neue Coins zu erzeugen. Dafür bekommen sie eine Belohnung. Dieser Prozess wird auch Staking genannt. Anschließend wetten die Validatoren auf die Blöcke, die ihrer Meinung nach als nächstes der Blockchain hinzugefügt werden. Behalten sie Recht, bekommen sie eine sogenannte Blockbelohnung, deren Höhe sich an ihrem Einsatz bemisst.“

Ebenso wie beim Mining wird auch beim Staking eine Belohnung für das Hinterlegen der Blöcke ausgezahlt.
Eine grundlegende Schwierigkeit von Proof-of-Stake-Verfahren stellt das sogenannte Nothing-at-Stake-Problem dar. Dieses besagt, dass die Erzeuger von Blöcken im Fall von mehreren konkurrierenden Zweigen einer Blockchain den Anreiz haben, auf allen diesen Zweigen Blöcke zu erzeugen, da dieses parallele Erzeugen anders als beim Proof-of-Work keinen erheblichen Zusatzaufwand darstellt. Wenn eine große Zahl der Stakeholder so handelt, kann sich kein Konsens über den „korrekten“ Zweig einstellen. Eine der Möglichkeiten, dem Nothing-at-Stake-Problem zu entgegnen, wäre parallele Erzeugungen zu sanktionieren.

## Vergleich zu Proof of Work
Energieverbrauch
Da beim Proof of Stake keine Rechenleistung und somit auch keine Energie notwendig ist, um einen Block zu validieren, ist dieser Konsensalgorithmus deutlich energieeffizienter und somit auch umweltschonender als Proof of Work. Unter anderem aus diesem Grund vollzog Ethereum im September 2022 eine Umstellung von einem PoW auf einen PoS-Algorithmus.
Laut offiziellen Daten des Cambridge Center For Alternative Finance machte beispielsweise der Energieverbrauch von Bitcoin im Jahr 2022 circa 0,4 Prozent des weltweiten Stromverbrauchs aus.
Skalierbarkeit
Ob ein Netzwerk als Konsensmechanismus Proof of Stake oder Proof of Work benutzt, hat auf die Skalierbarkeit keinen Einfluss. Diese wird maßgeblich durch die Blockgröße der Blockchain bestimmt, welche angibt, wie viele Transaktionen auf einmal in das Netzwerk aufgenommen werden können. Beim PoW Netzwerk Bitcoin wurde diese nie verändert, während beim PoS Netzwerk Ethereum die Blockgröße stetig steigt. Wenn eine Skalierung der Blockchain gewünscht ist, kann diese mit PoS oder PoW gleichermaßen gut stattfinden.
Sicherheit
Ein Proof of Stake Netzwerk ist theoretisch einfacher zu manipulieren, als ein Proof of Work Netzwerk. Um die Blockchain in einem PoW Netzwerk zu kompromittieren, müsste man dauerhaft mehr Rechenleistung als alle anderen Miningteilnehmer zusammen aufbringen. Konkret hieße das enorm hohe Kosten durch einen extrem hohen Stromverbrauch, was diese Attacke besonders im Bitcoin-Netzwerk physikalisch nahezu unmöglich macht. Bei PoS müsste man dauerhaft mehr als 50 % der im Umlauf befindlichen Coins besitzen, um das Netzwerk zu manipulieren. In der Vergangenheit hat sich allerdings auch dieser Mechanismus als sicher erwiesen. Allerdings ist es nicht undenkbar, dass eine zentrale Instanz die Mehrheit der Coins erlangen könnte, wenn Nutzer ihre Coins nicht selbst in einer eigenen Wallet verwalten, sondern ihre Stimmrechte an große Börsen abgeben bzw. sie dort belassen und das Netzwerk nicht anderweitig abgesichert ist.

## Geschichte
Proof of Stake (PoS) wurde erstmals 2012 in einem Paper von Sunny King und Scott Nadal vorgestellt und sollte das Problem des hohen Energieverbrauchs im Bitcoin-Mining lösen. Damals kostete es durchschnittlich 150.000 Dollar pro Tag, das Bitcoin-Netzwerk aufrechtzuerhalten.
Anstatt sich beim Hinzufügen von Blöcken auf die energieabhängige Arbeit der Miner zu verlassen, schlugen Sunny und Scott eine alternative Methode namens „Staking“ vor, bei der ein deterministischer Algorithmus die Knoten auf der Grundlage der Anzahl der Coins, die eine Person hat, auswählen würde. Mit anderen Worten, Staker hätten mehr Chancen, ausgewählt zu werden, um der Kette einen Block hinzuzufügen und die Belohnung zu ernten, wenn sie mehr Coins „staken“ würden. Sie hofften, dass dadurch die großen Energiekosten des Minings vermieden würden.
Sunny King schuf 2012 Peercoin (PPC) als erste Kryptowährung, in der Proof of Stake implementiert und gleichzeitig der Proof of Work (PoW) beibehalten wurde. Am 15. September 2022 stellte Ethereum seinen Mechanismus von Proof of Work auf Proof of Stake um.

## Delegated Proof of Stake (DPoS)
Eine bekannte Weiterentwicklung ist der vom amerikanischen Blockchain-Entwickler Dan Larimer erfundene Konsensalgorithmus Delegated Proof of Stake (deutsch etwa „Delegierter Anteilsnachweis“; kurz DPoS).
Bei dieser Variante wird die Gewichtung bei der Anspruchsauswahl nicht auf den eigenen Anteil an den Netzwerkressourcen bezogen, sondern es werden in einer nach Stake gewichteten Wahl von den Anteilhabern einer Blockchain Vertreter gewählt, die die nächsten Blöcke der Kette signieren dürfen. Das Recht, Blöcke zu signieren, wird also quasi an diese gewählten Vertreter delegiert. Es ist wichtig zu verstehen, dass keine Token an diese gewählten Vertreter geschickt werden, sondern lediglich eine nach Stake gewichtete Abstimmung über die Wahl der Blockproduzenten stattfindet.
Delegated Proof of Stake wird von einigen Blockchains als Konsensalgorithmus genutzt, darunter EOS, Gridcoin, Steem und Tronix.